# Panleukopenie
Die Panleukopenie ist eine häufig tödlich verlaufende, virusbedingte Katzenkrankheit. Sie wird auch als Katzenseuche, Katzenstaupe, infektiöse Enteritis der Katzen, Agranulomatose, Aleukozytose und Katzenpest bezeichnet. Erreger ist ein Virus aus der Gattung Parvovirus (von lat. parvus – klein). Die Krankheit ist eng verwandt mit der Parvovirose des Hundes und der infektiösen Panleukopenie der Marderartigen. Bei Menschen kann das verwandte, aber wesentlich weniger gefährliche Parvovirus B19 Erkrankungen auslösen.

## Erreger
Auslöser der Erkrankung ist ein Virus der Gattung Parvovirus, das Feline Panleukopenie-Virus (FPV oder FPLV) mit einer Größe von etwa 18 bis 26 Nanometern Durchmesser. Die im Virus verschlüsselten Erbinformationen sind zu 99 % mit denen des caninen Parvovirus identisch.  Die Vermehrung des Virus findet im Zellkern der betroffenen Zelle statt und benötigt hierbei Funktionen, die nur während der Zellteilung vorliegen. Der Erreger ist gegenüber Umwelteinflüssen sehr unempfindlich. Bei Raumtemperatur bleibt er über ein Jahr infektiös, die meisten handelsüblichen Desinfektionsmittel vermögen ihn nicht zu inaktivieren. Zu den gegen das Virus wirksamen Substanzen zählen Natriumhypochlorit, Formaldehyd und Glutaraldehyd.

## Vorkommen
Der Erreger kommt weltweit und in allen Katzenpopulationen endemisch vor. Die Krankheit kann alle Arten der Familie der Katzen (Felidae) und darüber hinaus einige Kleinbären (Waschbär, Südamerikanischer Nasenbär), Katzenfrette und Nerze befallen.
Von der Krankheit werden vor allem noch nicht immunkompetente Jungtiere betroffen. Bei Hauskatzen tritt sie am häufigsten im Alter von drei bis fünf Monaten auf.

## Pathogenese
Der Erreger dringt über Kontakt mit infektiösem Material (Kot, Nasensekret, Urin) durch die Nasen- und Maulschleimhaut in den Körper ein. Die Inkubationszeit beträgt 2 bis 10 Tage. Da das Virus zur Vermehrung Zellen mit hoher Teilungsrate benötigt, befällt es besonders die sich fortwährend stark regenerierenden Zellen des Darmepithels, des Knochenmarks und des Lymphsystems.
Feten können über die Plazenta bereits im Mutterleib infiziert werden.

## Symptome
Die Symptome können sehr variabel ausgeprägt sein. Einige Tiere können sogar ohne vorherige Krankheitszeichen sterben (perakuter Verlauf).
Entsprechend den befallenen Organsystemen dominieren vor allem Symptome des Magen-Darm-Traktes und des Abwehrsystems. Neben dem Auftreten starker, oftmals blutiger Durchfälle kommt es zu einer starken Abnahme weißer Blutkörperchen (Leukopenie) und damit einer Verminderung der Abwehrfähigkeit des erkrankten Organismus, der daher für bakterielle Sekundärinfektionen besonders empfänglich ist.
Neben diesen Symptomen zeigen die betroffenen Tiere häufig Mattigkeit, Fressunlust, Dehydratation, Fieber, Nasenausfluss, Bindehautentzündung und Erbrechen. Mit dem Kot werden große Mengen hochinfektiösen Erregermaterials ausgeschieden.
Pränatale und perinatale Infektionen führen zu einer Kleinhirn-Ataxie.

## Diagnose
Eine Verdachtsdiagnose liefern fehlende Impfung, Alter, klinische Symptome, der charakteristische Verlauf und eine schwere Leukopenie. Eine sichere Diagnose kann nur labordiagnostisch erstellt werden.
Ein wesentliches diagnostisches und prognostisches Kriterium ist die Anzahl der Leukozyten, die bei typischen Verläufen auf Werte um 2000 bis 4000 pro Mikroliter absinken. Liegt der Wert unter 1500, besteht eine schlechte Prognose.
Das Virus kann elektronenmikroskopisch im Kot nachgewiesen werden. Es gibt darüber hinaus Schnelltests zum Virusnachweis im Kot, die zwar eine hohe Spezifität, aber nur eine Sensitivität zwischen 50 und 80 % haben. Bei nicht geimpften Katzen kann darüber hinaus ein Antikörpernachweis im Blut hilfreich sein.
Histopathologische Untersuchungen von Dünndarm, Lunge, Niere, Lymphknoten und Milz sowie Kleinhirn von abortierten Feten können Klärung bringen. Intranukleäre (im Zellkern befindliche) Einschlusskörperchen vom Typ B in Darmepithelzellen sind typisch. Weitere Symptome am Darm sind Nekrosen der Darmkrypten, Verlust der Darmzotten und der Lamina propria. Eine Kleinhirn-Hypoplasie ist typisch für infizierte Feten. Der Fluoreszenznachweis von Antikörpern in Dünndarm- und Milzproben ist ebenfalls sicheres Indiz.

## Differentialdiagnose
Differentialdiagnostisch müssen Fremdkörper im Darm, Feline infektiöse Peritonitis, Feline Coronavirusinfektion (FECV), Katzenleukämie, Feline Herpesvirusinfektion, Feline Calicivirusinfektion und das Immundefizienzsyndrom der Katzen berücksichtigt werden.

## Behandlung
Die Behandlung erkrankter Tiere zielt zunächst auf eine Stabilisierung des Patienten hin. Hierzu sind meist Infusionen nötig um eine Austrocknung (Dehydratisierung) zu verhindern und eine optimale Ernährung zu gewährleisten. Um bakterielle Infektionen zu vermeiden, bedarf es der Verabreichung von Antibiotika. Das Virus selbst kann durch die Applikation von Interferonen und Serum-Antikörpern bekämpft werden. Bei intensiver Behandlung lassen sich die meisten Tiere retten.
Ein weiterer wesentlicher Aspekt der Krankheit ist die Einhaltung strikter Hygienemaßnahmen, um die Weiterverbreitung des Erregers zu verhindern. Genesende Katzen können das Virus bis zu sechs Wochen ausscheiden.

## Prophylaxe

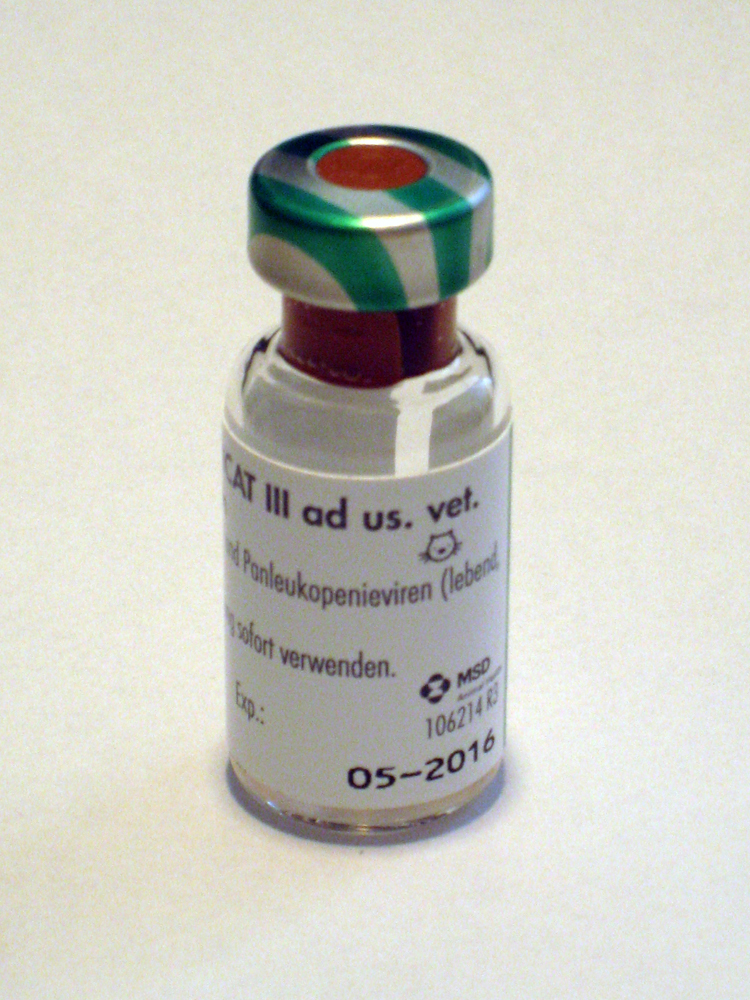
Impfstoff gegen Panleukopenie

Die wirksamste Maßnahme gegen die Erkrankung besteht in einer prophylaktischen Impfung, welche erstmals im Alter von acht Wochen durchgeführt wird und nach einem Monat aufgefrischt werden sollte. In der Folge sind Impfintervalle von ein bis drei Jahren empfohlen. Nur mittels einer Impfung lässt sich die Infektion einer Katze sicher vermeiden.
Da bei regelmäßig geimpften Mutterkatzen die Katzenwelpen oft noch sehr viele mütterliche Antikörper haben, wird seit Juli 2006 eine dritte Auffrischungsimpfung im vierten Lebensmonat empfohlen. Mütterliche Antikörper können bis zu einem Lebensalter von 20 Wochen erhalten bleiben und offenbar reichen bereits geringe Mengen dieser Antikörper aus, um einen ausreichenden Impfschutz zu verhindern. Allerdings gibt es hinsichtlich der Schutzwirkung der Erstimpfungen auch Differenzen zwischen den Impfstoffen verschiedener Hersteller. Für eine bessere Einschätzung der Wirksamkeit der ersten Impfung ist eine vorherige Bestimmung des Antikörpertiters bei der Mutterkatze oder der maternalen Antikörper bei den Welpen empfehlenswert.
Danach erfolgt eine Impfung nach einem Jahr, womit die Grundimmunisierung abgeschlossen ist, und erst dann kann auf ein Intervall von drei Jahren ausgedehnt werden. Allerdings wird für Zuchtstätten und Tierheime weiterhin empfohlen, die Auffrischungsimpfung jährlich durchführen zu lassen. Hier kann der Infektionsdruck höher sein, da in Zuchtstätten öfter Stresssituationen auftreten, mehrfach Neuzugänge hinzukommen und Besucher Parvoviren mitbringen können.
Bei Lebendimpfstoffen beginnt der Schutz zwei Wochen nach der Grundimmunisierung. Lebendimpfstoffe dürfen aber nicht bei trächtigen Katzen oder Katzenwelpen unter vier Wochen eingesetzt werden. Hier muss auf Totimpfstoffe zurückgegriffen werden.